# Wet-Major

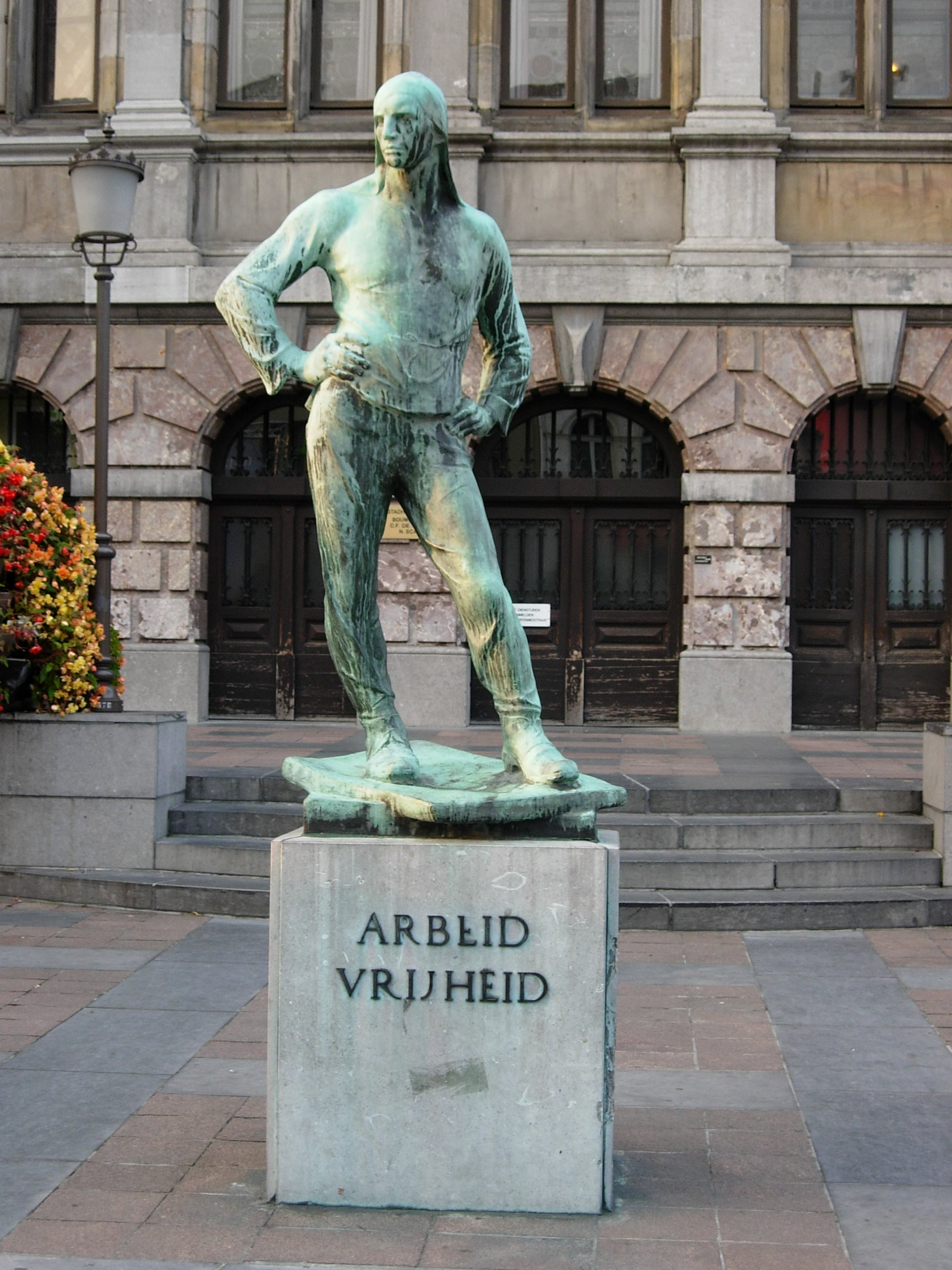
Buildrager, sculptuur Antwerpse havenarbeider

De wet-Major regelt in België sinds 1972 de havenarbeid. De wet schrijft voor dat zeeschepen in de Belgische havens enkel gelost en geladen mogen worden door erkende havenarbeiders. Hij werd ingediend door Louis Major.
De bedoeling van deze bijzondere reglementering is dat de havenarbeiders, gelet op hun gevaarlijke en hoog verantwoordelijke activiteiten en daarmee vereiste gespecialiseerde vakkennis, nood hebben aan een beschermend sociaal statuut. Het werk van de havenarbeiders wordt geregeld door de vakbond, die beslist wie welk werk doet en waar. Havenbedrijven geven aan hoeveel havenarbeiders ze nodig hebben voor bepaalde taken en krijgen hiervoor bepaalde havenarbeiders toegewezen.

## Kritiek
Grote havenbedrijven zijn tegen de wet omdat ze zorgt voor een hogere loonkost en onvoldoende flexibiliteit.
Bevreesd om de concurrentiepositie van zijn havenbedrijf Katoen Natie, diende Fernand Huts in 2013 een klacht in bij de Europese Commissie tegen de Belgische staat. Volgens hem en een aantal andere werkgevers uit de distributiesector in de Belgische havens zou de wet-Major een inbreuk uitmaken op de Europese liberale principes van het vrij verkeer van diensten, de vrijheid van vestiging en het gelijkheidsbeginsel. Volgens de aanklacht geldt het huidige systeem van hogere loonkosten en extra voordelen (werkkledij, aanvullend pensioen, premies en maaltijdcheques) ook onterecht voor werkzaamheden die normalerwijze niet door havenarbeiders moeten worden uitgevoerd en is het ploegensysteem onvoldoende flexibel. In 2016 werd de wet versoepeld door minister Kris Peeters. Het Europese Hof van Justitie stelt in een arrest van februari 2021 dat een deel van de wet strijdig is met het Europees recht. De paritaire comités (samengesteld uit vakbonden en werkgevers) en het quotum van havenarbeiders schenden namelijk de vrijheid van dienstverlening en vestiging. Het hof gaat wel akkoord met de nood aan opleiding en erkenning van havenarbeiders om de veiligheid te waarborgen.
De wet zorgt onrechtstreeks ook voor het verschuiven van havengerelateerde activiteiten naar buiten de haven. Zo kan de wet-Major namelijk worden vermeden.